# Dubnica (Vranje)
Pour les articles homonymes, voir Dubnica.
Dubnica (en serbe cyrillique : Дубница) est un village de Serbie situé sur le territoire de la Ville de Vranje, district de Pčinja. Au recensement de 2011, il comptait 767 habitants.

## Démographie
| 1948  | 1953  | 1961  | 1971  | 1981 | 1991 | 2002 | 2011 |
| ----- | ----- | ----- | ----- | ---- | ---- | ---- | ---- |
| 1 162 | 1 168 | 1 162 | 1 075 | 903  | 860  | 819  | 767  |

|  |